# トーマス・レマルキス
トーマス・レマルキス（Tómas Lemarquis、1977年8月3日 - ）は、アイスランドの俳優。

## プロフィール
フランス人の父親とアイスランド人の母親との間にアイスランドで生まれ育つ。パリで演技の勉強をするが、演劇業界に幻滅したため、アイスランドに戻って視覚芸術を学ぶ。しかし、かつての同級生ダーグル・カウリ監督が自らの初長編映画作品『氷の国のノイ』（2003年）の主演にレマルキスを強く希望したことから俳優業に戻る。この作品が国際的に高い評価を得て、レマルキスもヨーロッパ映画賞の最優秀男優賞にノミネートされると、改めてパリに戻って演技を磨く。その後はアイスランドだけでなく、ヨーロッパ各国の映画やハリウッド映画にも出演している。

## 主な出演作品
| 公開年 | 邦題 原題                                                          | 役名           | 備考 |
| ------ | ------------------------------------------------------------------ | -------------- | ---- |
| 2003   | 氷の国のノイ Nói albinói                                           | ノイ           |      |
| 2012   | ペインレス Insensibles                                             | ベルカノ       |      |
| 2013   | スノーピアサー Snowpiercer                                         | エッグ・ヘッド |      |
| 2014   | ラストミッション 3 Days to Kill                                    | アルビノ       |      |
| 2016   | X-MEN:アポカリプス X-Men: Apocalypse                               | キャリバン     |      |
| 2017   | ブレードランナー 2049 Blade Runner 2049                            | ファイル係     |      |
| 2018   | タッチ・ミー・ノット 〜ローラと秘密のカウンセリング〜 Touch Me Not | トーマス       |      |
| 2020   | アーニャは、きっと来る Waiting for Anya                            |                |      |